# Icheon Daekyo Women's Football Club
El Icheon Daekyo Women's Football Club (en coreano: 이천 대교 여자축구단) fue un equipo de fútbol femenino de Icheon, Provincia de Gyeonggi, Corea del Sur. Fue fundado en noviembre de 2002 bajo el nombre de  "Daekyo Kangaroos" y fue parte de la WK League desde 2009 a 2017. El equipo ganó dicha competencia tres veces: 2009, 2011 y 2012.
El Icheon Daekyo cesó sus operaciones al término de 2017.

## Jugadoras destacadas
Lista de jugadoras destacadas en la historia del club.
- Jung Jung-suk
- Yoo Young-Sil
- Shim Seo-yeon
- Jun Min-kyung
- Park Eun-sun
- Park Hee-young
- Hwang Bo-ram
- Hong Kyung-suk
- Cha Yun-hee
- Cristiane
- Pretinha
- Laura Rus
- Uchechi Sunday

## Palmarés
| Competición nacional | Títulos           | Subcampeonatos    |
| -------------------- | ----------------- | ----------------- |
| WK League (3/3)      | 2009, 2011, 2012. | 2014, 2015, 2016. |

## Trayectoria
| Temporada | Temporada regular de la WK League | Temporada regular de la WK League | Temporada regular de la WK League | Temporada regular de la WK League | Temporada regular de la WK League | Temporada regular de la WK League | Temporada regular de la WK League | Temporada regular de la WK League | Playoffs     |
| Temporada | P                                 | V                                 | L                                 | E                                 | GF                                | GC                                | Pts                               | Pos                               | Playoffs     |
| --------- | --------------------------------- | --------------------------------- | --------------------------------- | --------------------------------- | --------------------------------- | --------------------------------- | --------------------------------- | --------------------------------- | ------------ |
| 2009      | 20                                | 15                                | 3                                 | 2                                 | 38                                | 13                                | 48                                | 1.°                               | Campeón      |
| 2010      | 20                                | 12                                | 2                                 | 6                                 | 37                                | 17                                | 38                                | 3.°                               | No clasificó |
| 2011      | 21                                | 19                                | 1                                 | 1                                 | 64                                | 16                                | 58                                | 1.°                               | Campeón      |
| 2012      | 21                                | 17                                | 2                                 | 2                                 | 54                                | 11                                | 53                                | 1.°                               | Campeón      |
| 2013      | 24                                | 10                                | 9                                 | 5                                 | 31                                | 20                                | 39                                | 3.°                               | Semifinal    |
| 2014      | 24                                | 12                                | 10                                | 2                                 | 34                                | 20                                | 46                                | 2.°                               | Subcampeón   |
| 2015      | 24                                | 12                                | 7                                 | 5                                 | 43                                | 23                                | 43                                | 2.°                               | Subcampeón   |
| 2016      | 24                                | 16                                | 5                                 | 3                                 | 46                                | 20                                | 53                                | 2.°                               | Subcampeón   |
| 2017      | 28                                | 16                                | 5                                 | 7                                 | 51                                | 34                                | 53                                | 3.°                               | Semifinal    |